# Carl Oscar Öberg

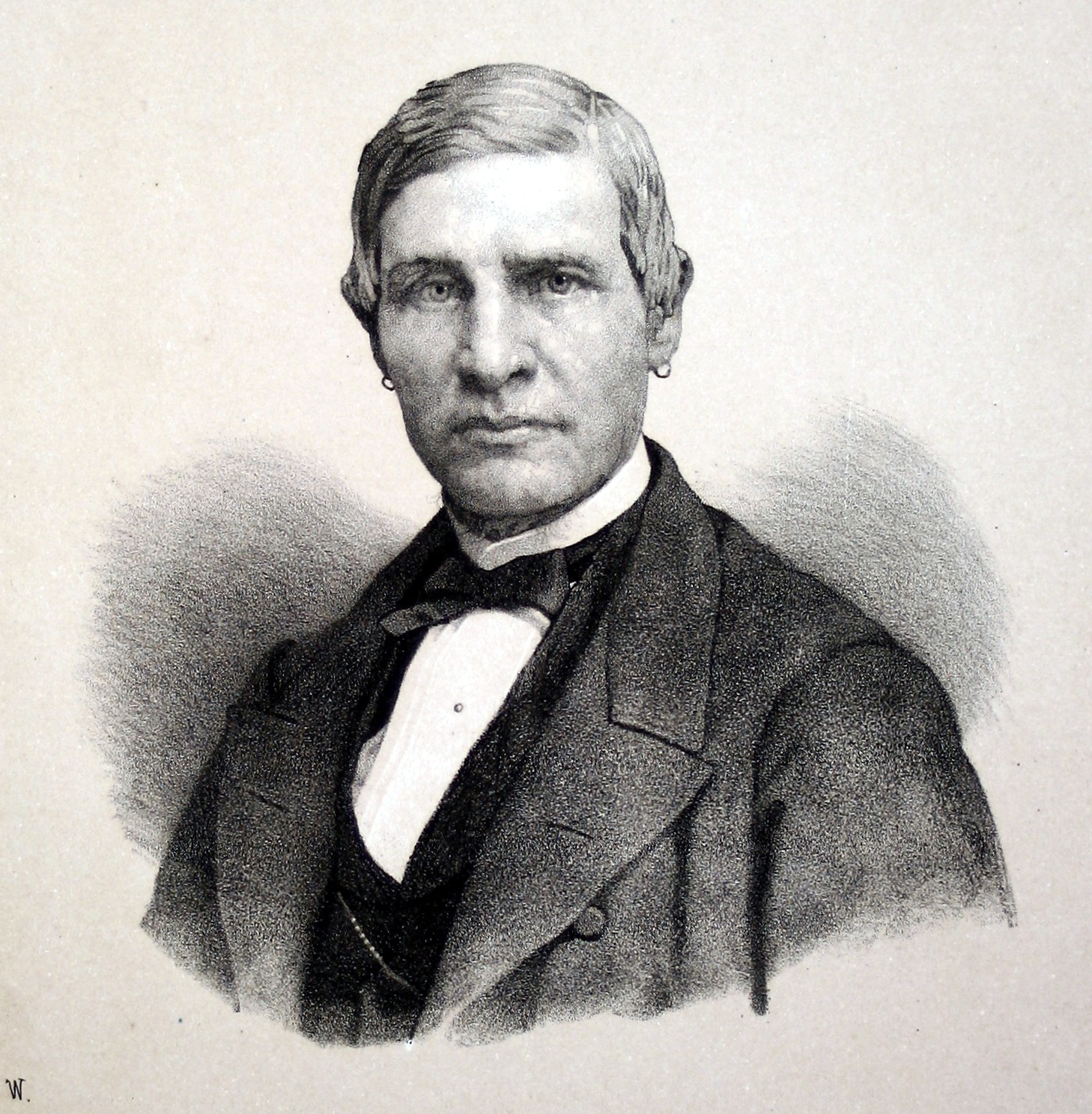
Carl Oscar Öberg

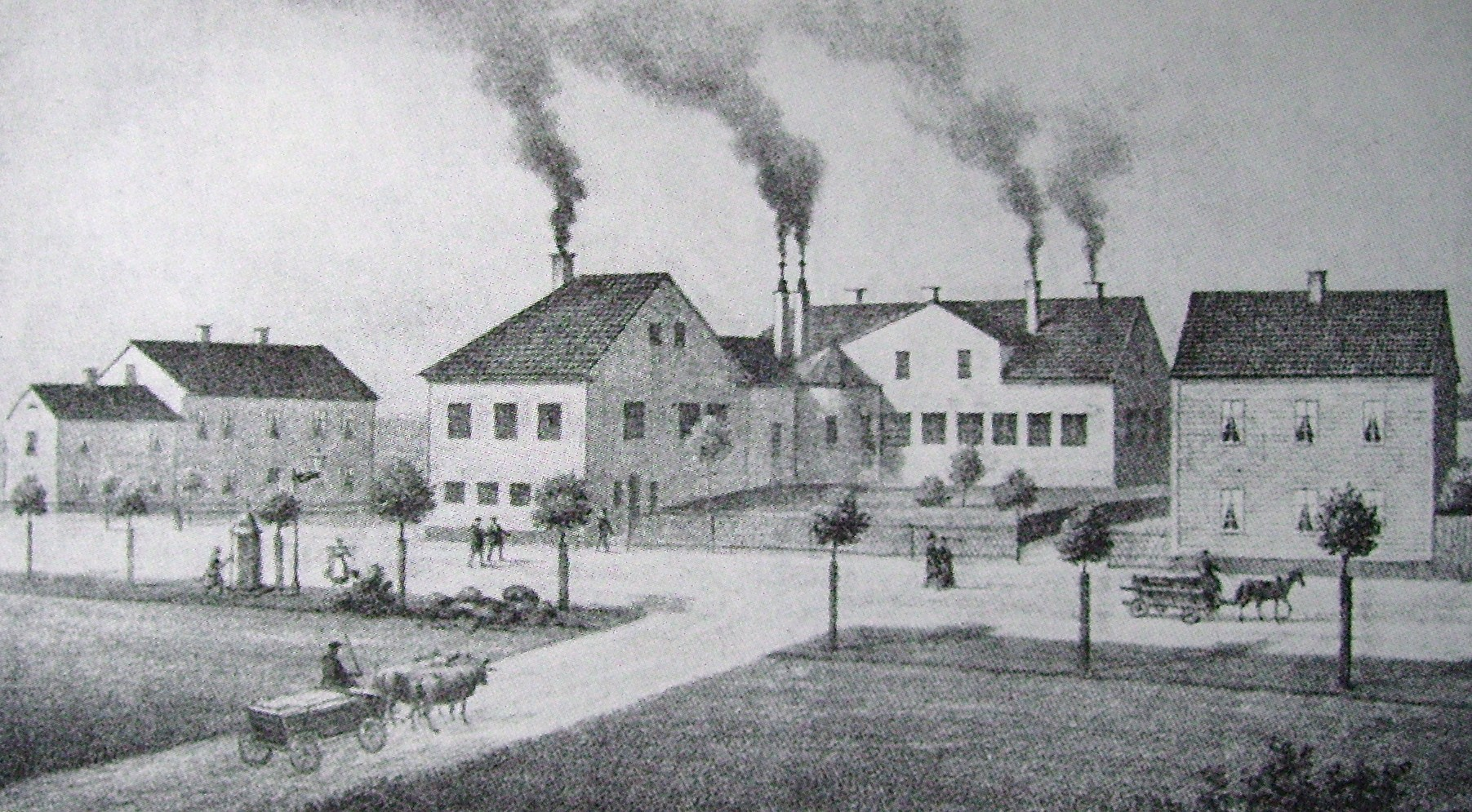
Öbergska filfabriken ur Sveriges Industriella Etablissementer, 1876.

Carl Oscar Öberg, född 1 december 1817 i Eskilstuna, död 3 september 1880, var en svensk industriman.
Han var son till en entreprenör i Eskilstuna, som innehade en metallverkstad. 
Öberg startade en filfabrik i Eskilstuna i april 1850 tillsammans med C.V. Heljestrand, Johan Walén, Alfred Svahn, J. Chr. Heljestrand och B. Moback. Det var emellertid Öberg som blev fabrikens ledare.  J. Chr. Heljestrand och Moback lämnade strax firman Öberg & Co. Senare utträdde även Svahn.
Fabrikens målsättning var att tillverka lika bra filar som i England. (Man erhöll hedersomnämnanden i England. Och filfabriken kallades i staden för "England".) Tidigare hade Öberg varit manufakturarbetare i sin faders metallverkstad. Under hans ledning växte verksamheten från hantverk till industri. Efter C.V. Heljestrands död 1861 var Öberg tillsammans med Walén ensamma innehavare. År 1874 lämnade den sistnämnde firman.
År 1857 hade företaget 19 arbetare anställda, "öbergare". Unga pojkar hamnade då i industriarbete innan tonåren, och hamnade inte sällan i skuld till mästaren för att kunna upprätthålla sitt uppehälle. Öberg var känd för att ge sina arbetare en rejäl sittopp vid minsta felsteg. (s. 137) År 1880 övertog Öbergs svåger Lars Arvid Nilsson firman. Och i början av 1880-talet hade man ett sjuttiotal anställda. År 1907 ombildades firman till ett aktiebolag, C.O. Öberg & Co:s AB. Nilsson betraktas som nyckelmannen i företagets historia. Han etablerade samarbete med Sandvikens järnverk. Han gjorde också många resor till Storbritannien. Vid dennes död 1922 bestod arbetarstyrkan av 215 personer.
Öberg ägnade sig åt kommunalpolitiken och var ledamot av Eskilstuna stadsfullmäktige. Djurgården blev tack vare hans initiativ skyddat strövområde. 
Han är begravd på Klosterkyrkogården i Eskilstuna.